# Stenus pauperculus
Stenus pauperculus är en skalbaggsart som beskrevs av Thomas Casey. Stenus pauperculus ingår i släktet Stenus och familjen kortvingar. Inga underarter finns listade i Catalogue of Life.